# Estación de Roa de Duero
Roa de Duero fue una estación de ferrocarril situada en el municipio español de Roa de Duero, en la provincia de Burgos. Las instalaciones formaban parte de la línea Valladolid-Ariza y estuvieron en servicio entre 1895 y 1994.

## Historia

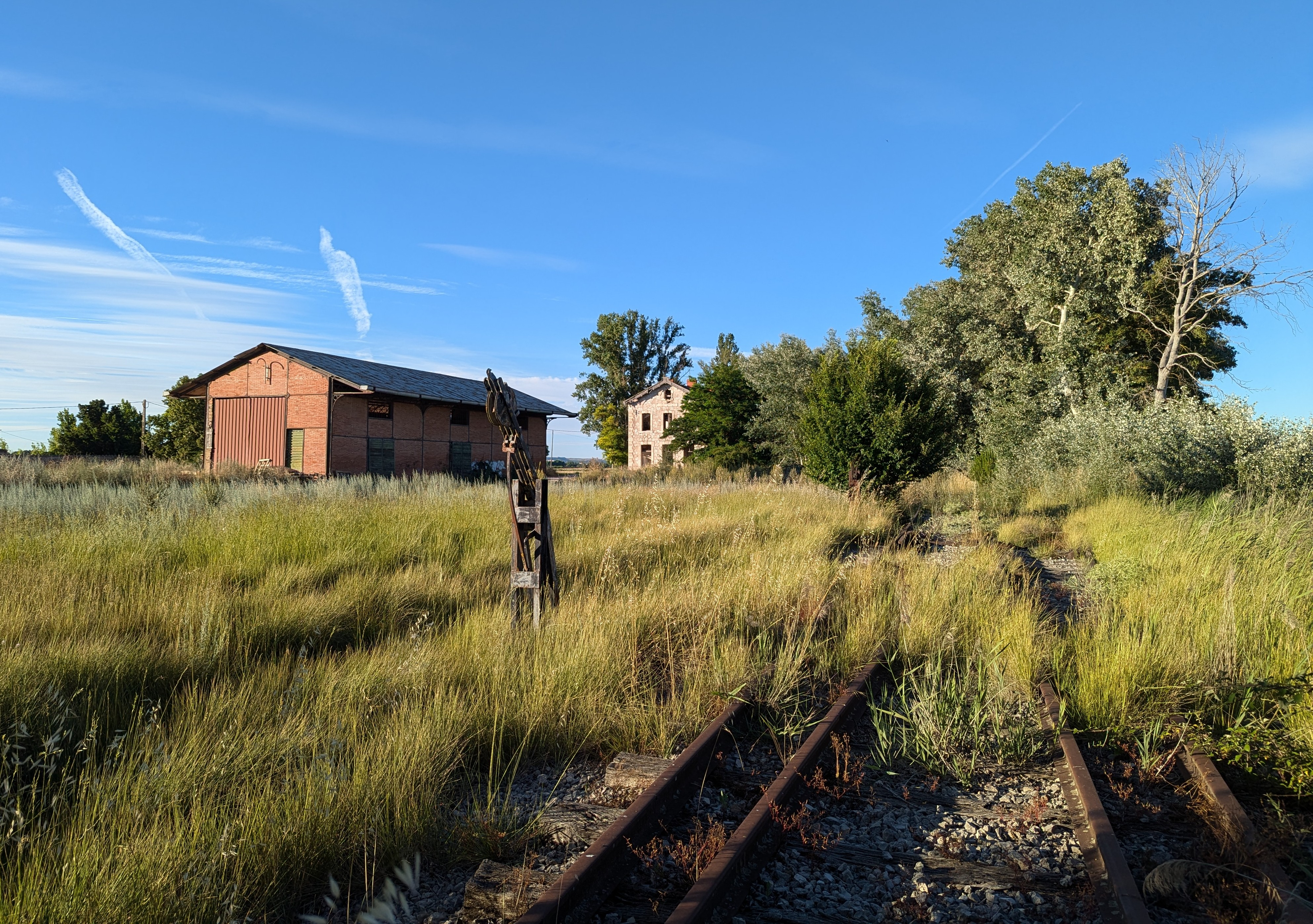
Estado en 2024

Tras varios años de obras, la línea Valladolid-Ariza fue abierta al tráfico en 1895. Los trabajos de construcción corrieron a cargo de la compañía MZA, que en el municipio de Roa de Duero levantó una estación de 3.ª clase. Las instalaciones disponían de un edificio de viajeros, un muelle-almacén de mercancías y varias vías de sobrapaso o apartadero.
En 1941, con la nacionalización del ferrocarril de ancho ibérico, las instalaciones pasaron a manos de RENFE. Con el paso de los años la construcción de varios silos y almacenes en las cercanías supuso la incorporación de más vías de apartadero. En 1963 se inauguró en Berlangas de Roa un apeadero-cargadero, que dependía orgánicamente de Roa de Duero. En enero de 1985 la estación, al igual que el resto de la línea, fue clausurada al tráfico de pasajeros. El trazado todavía se mantuvo abierto para la circulación de trenes de mercancías durante algún tiempo, hasta su clausura definitiva en 1994.
En la actualidad las instalaciones se encuentran abandonadas y en mal estado de conservación.